# Kristina Hafner
Kristina (Krista) Hafner, slovenska pisateljica, * 14. julij 1893, Žabnica, † 1969.

## Življenje in delo
Kristina Hafner se je rodila v Žabnici. Bila je učiteljica in več let ravnateljica osnovne šole v Ljubljani. Sodelovala je pri sestavljanju šolskih učbenikov, prevajala leposlovje iz tujih jezikov, največ iz francoščine, sama pa napisala nekaj uspelih mladinskih povesti, v katerih je prepričljivo prikazovala usode mladih ljudi. Med letoma 1938 in 1944 je objavljala svoje mladinske povesti v reviji Vrtec.

### Izvirno leposlovje
- Botra z griča, 1932 (COBISS)
- Šimnov Lipe, 1935 (COBISS)
- Zmaj Močeraj, 1943 (COBISS)

### Prevodi
- Kralj gora, 1924 (COBISS)
- Zametene stopinje, 1931 (COBISS)

### Uredniško delo
- Drugo slovensko berilo, več izdaj, 1939-1944
- Tretje slovensko berilo, več izdaj, 1940-1944
- Četrto slovensko berilo, več izdaj, 1943-1944
- Moja mlada leta, 1943, (COBISS)

### Razno
- Kako naj se otrok uči, 1938 (COBISS)